# Soko G-4 Super Galeb
Soko G-4 Super Galeb — югославський реактивний штурмовик і навчальний літак. Вироблявся на авіазаводі SOKO у Мостарі з 1985 по 1991.
Протягом війни в Югославії літаки використовувалися для завдавання ударів по наземних цілях, чотири були збиті засобами ППО. 1992 року ті, що залишилися, поповнили армію новоствореної Союзної Республіки Югославія. Один літак залишився у складі ВПС Республіки Сербська.
Також деякі літаки було експортовано до М'янми.

## Розробка
G-4 Super Galeb виготовлявся для заміни G-2 Galeb, який був найпоширенішим навчальним літаком Югославії до 1990. Перші два прототипи були завершені 1978 року, перший політ відбувся 17 липня 1978, а виготовлення шести передсерійних літаків завершилося 17 грудня 1980. Ці сім зразків отримали позначення G-4 PPP, вони відрізняються конструкцією хвостових крил

## Варіанти

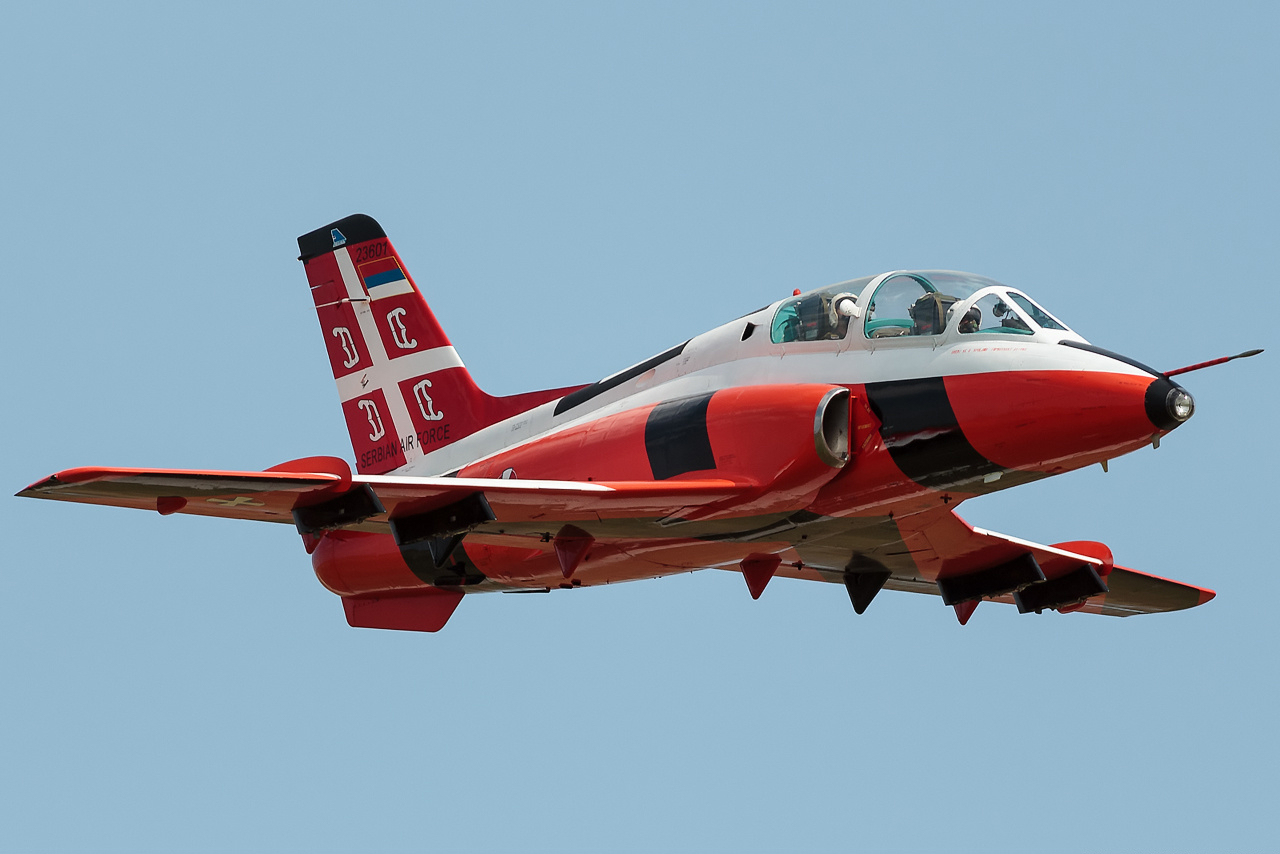
Сербський G-4T, розфарбований як буксирувальник мішеней.

- G-4: Основний навчальний літак і легкий штурмовик.
- G-4Š: Навчальний літак без озброєння.
- G-4T: Буксирувальник повітряних мішеней.
- G-4M: Модернізований літак
- G-4MD: Друга модернізація, включає встановлення навігаційного GPS-обладнання, нових засобів для ідентифікації, засобів запуску керованих ракет, та інше[2]

## Характеристики

### Технічні характеристики
- Екіпаж: 2
- Довжина: 12,25 м
- Висота: 4,3 м
- Розмах крила: 9,88 м
- Маса порожнього: 3250 кг
- Маса спорядженого: 6300 кг
- Двигуни: 1 Rolls-Royce Viper Mk 632-46

### Льотні характеристики
- Максимальна швидкість: 910 км/г
- Практична дальність: 2500 км
- Практична стеля: 12850 м

## Оператори

### Поточні
- : ВПС М'янми використовують чотири літаки G-4 aircraft.[3]
- Сербія: ВПС Сербії мають 25 літаків, але лише 11 з них придатні до польотів[3]

### Колишні
- Боснія і Герцеговина: ВПС Боснії та Герцоговини отримали один літак
- Чорногорія: ВПС Чорногорії 17 екземплярів, з них 4 залишаються у використанні, 6 були передані Сербії, а 7 продані приватним власникам[4][5]
- Югославія: ВПС Югославії були першими, хто використовував літаки цього типу.

## Інциденти
- 24 вересня 2008 літак, що готувався до виступу на авіашоу, розбився на військовій базі неподалік Белграда. Загинули пілот і один солдат на землі.[6]
- 7 квітня 2017 сербський літак G-4 розбився поблизу села Слатіна біля Белграда. Обидва члени екіпажу загинули[7]